# Kościół Sant’Elena w Wenecji
Kościół Sant’Elena (pl. kościół św. Heleny) – rzymskokatolicki kościół w Wenecji, na wyspie o tej samej nazwie, należącej administracyjnie do dzielnicy (sestiere) Castello. Jest kościołem parafialnym w parafii pod tym samym wezwaniem, wchodzącej w skład dekanatu San Marco - Castello.

## Historia

### XI–XVIII w.
Kościół Sant'Elena znajduje się w dzielnicy Castello na wschodnim krańcu Wenecji, na wyspie o tej samej nazwie. Pierwsza kaplica, poświęcona cesarzowej Helenie, została zbudowana w 1028 roku i powierzona augustianom, którzy zbudowali obok niej klasztor. Natomiast pierwsza wiadomość o wyspie pochodzi z 1060 roku i znajduje się akcie notarialnym dotyczącym zakupu domu położonego w pobliżu klasztoru. W 1205 roku doża Pietro Ziani zarządził zbudowanie kościoła. W 1211 roku dzięki staraniom augustianina Aicardo sprowadzono z Konstantynopola do Wenecji ciało cesarzowej Heleny, matki Konstantyna Wielkiego; miasto zostało wówczas splądrowane przez Wenecjan biorących udział w IV wyprawie krzyżowej). Dokument z 1176 roku potwierdza istnienie na wyspie klasztoru i hospicjum dla pielgrzymów udających się do Ziemi Świętej. Augustianie wkrótce włączyli kaplicę w obręb kościoła.
W 1407 roku na mocy bulli papieskiej powstał w tym miejscu klasztor benedyktynów-oliwetów. Prace budowlane według projektu Giacoma Celegi, wspomaganego przez Bartolomea Tesenata, zakończono w 1439 roku. W 1515 roku kościół został ponownie konsekrowany przez biskupa Aleppo. Począwszy od 1684 roku część klasztoru i przyległy teren były wykorzystywane przez Republikę Wenecka do wypieku pieczywa, w które zaopatrywano okręty.

### XIX–XXI w.
Na mocy dekretu napoleońskiego Królestwa Włoch z 5 czerwca 1805 roku (oraz kolejnych dekretów) zainicjowano w Wenecji proces kasat i przekształceń kościołów i klasztorów oraz zmian granic parafii. W 1807 roku Francuzi zlikwidowali kościół i klasztor. Z kościoła usunięto 102 obrazy, a szczątki św. Heleny przeniesiono do bazyliki San Pietro składając je w ołtarzu w prawym transepcie. Renesansowy portal kościoła został wbudowany w fasadę kościoła Sant’Aponal. Klasztor został zamieniony na magazyn, natomiast kościół początkowo służył jako spichlerz, a później jako magazyn Marynarki Królewskiej popadając w ruinę. W 1915 roku został odbudowany. W 1928 roku został ponownie otwarty do kultu i powierzony zakonowi Sług Najświętszej Maryi Panny reguły św. Augustyna. Powróciła też do niego urna św. Heleny. W 1929 roku został ponownie konsekrowany. W 2016 roku zakon Sług Najświętszej Maryi Panny, prowadzący parafię przez 88 lat, przekazał ją w ręce salezjanów.

## Klasztor
Po dekonsekracji w 1807 roku klasztor został częściowo rozebrany, zachowały się jednak XV-wieczne skrzydła z okrągłymi łukami arkad, przylegające do krużganka. W centrum krużganka zachowała się XVIII-wieczna studnia. Klasztor został częściowo zrekonstruowany i ponownie połączony z kościołem. Po zakończonych pracach renowacyjnych kompleksu umieszczono w nim międzynarodowe centrum pokoju, poświęcone studiom i badaniom. Inne pomieszczenia wykorzystywane są dla potrzeb katechetycznych lub kulturalnych (jak organizacja wystaw fotograficznych).

## Legenda o św. Helenie
Według legendy okręt wiozący urnę ze szczątkami św. Heleny po przypłynięciu do Wenecji osiadł na mieliźnie za wyspą Olivolo (obecnie San Pietro di Castello). Marynarzom udało się go uwolnić poprzez rozładowanie całego ładunku. Po uwolnieniu statku z mielizny marynarze przynieśli ładunek z powrotem na pokład, ale gdy tylko umieścili na nim szczątki świętej, statek ponownie osiadł na mieliźnie. Zaczął pływać, dopiero gdy urna została przeniesiona z powrotem na ląd. Wówczas żeglarze postanowili pozostawić szczątki świętej na wyspie, a sami udali się do Wenecji.

## Architektura

### Portal i fasada
Konstrukcja budowli utrzymana jest w stylu gotyckim, z wąską, ceglaną fasadą, zamkniętą dwuspadowym szczytem i flankowaną narożnymi pilastrami. Biforia i centralna rozeta są utrzymane w stylu gotyckim, natomiast portal wejściowy z 1476 roku, dłuta Antonia Rizza – w stylu renesansowym. W centrum półkolistego tympanonu nad portalem znajduje się rzeźba Capitana del Mar, Vittore Cappello. Portal został odrestaurowany w 2002 roku ze środków Venetian Heritage.

### Kampanila
Pierwotna kampanila, zbudowana w 1558 roku, została zniszczona przez Francuzów w 1807 roku. Po drugiej ponownej konsekracji w 1929 roku Ferdinando Forlati rozpoczął budowę nowej kampanili, która została ukończona w 1958 roku (co czyni ją najmłodszą kampanilą Wenecji). Ma ona 52 m wysokości i system dzwonów uruchamianych elektromechanicznie. Dzwony (w liczbie sześć) poświęcił patriarcha Roncalli, przyszły papież Jan XXIII.

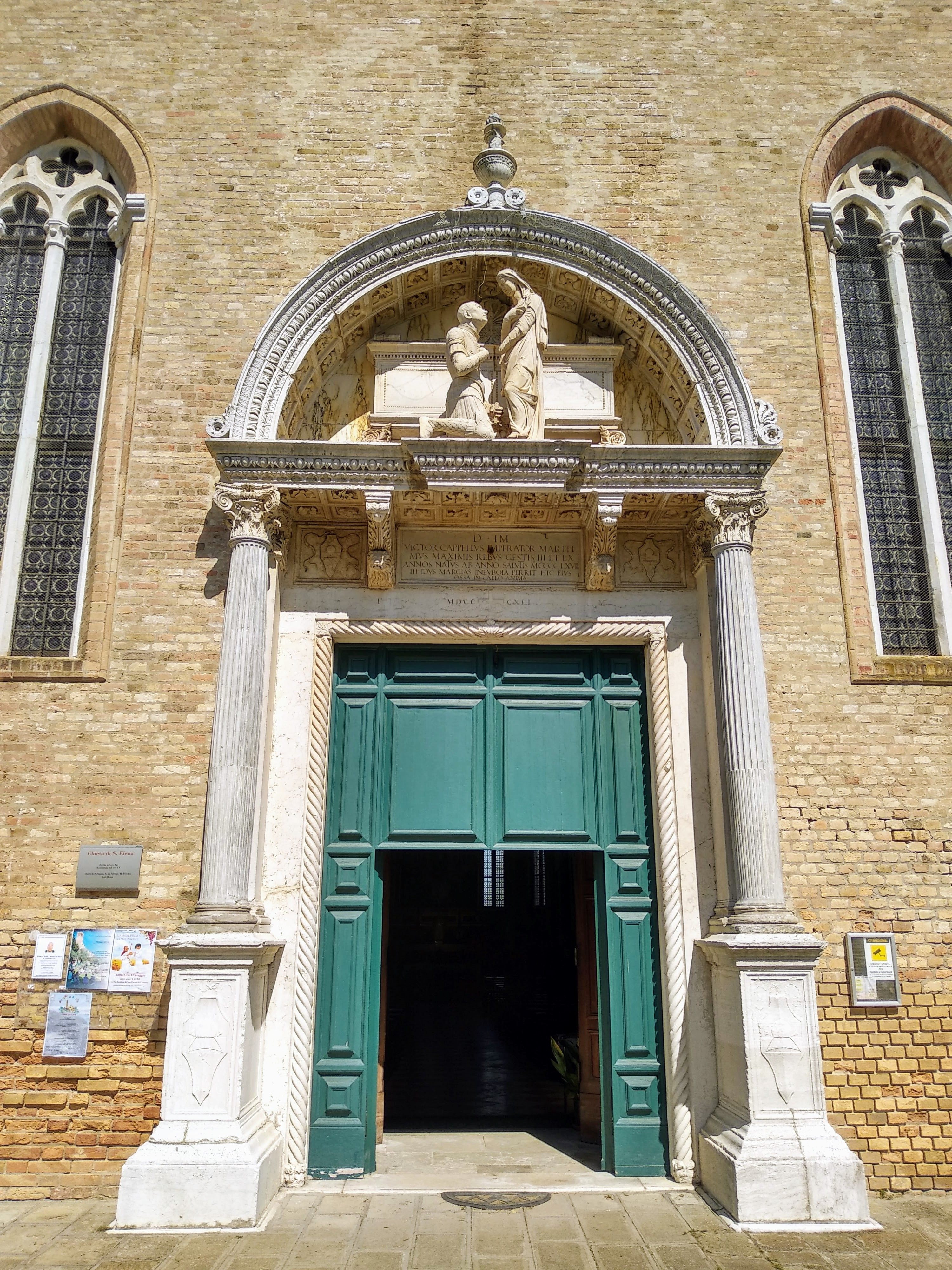
Portal
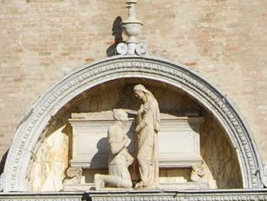
Rzeźba Vittore Cappello przed św. Heleną
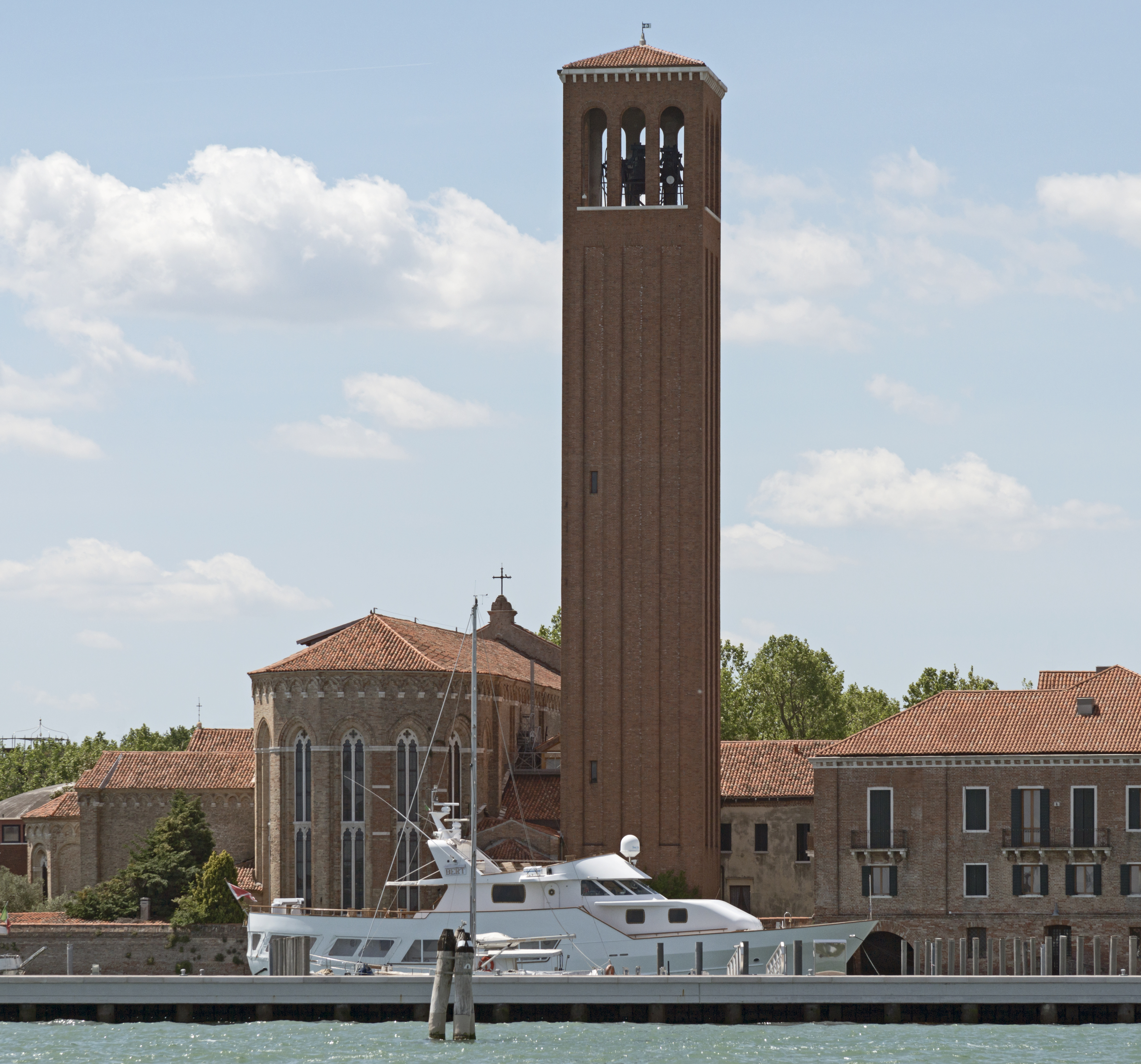
Apsyda i kampanila
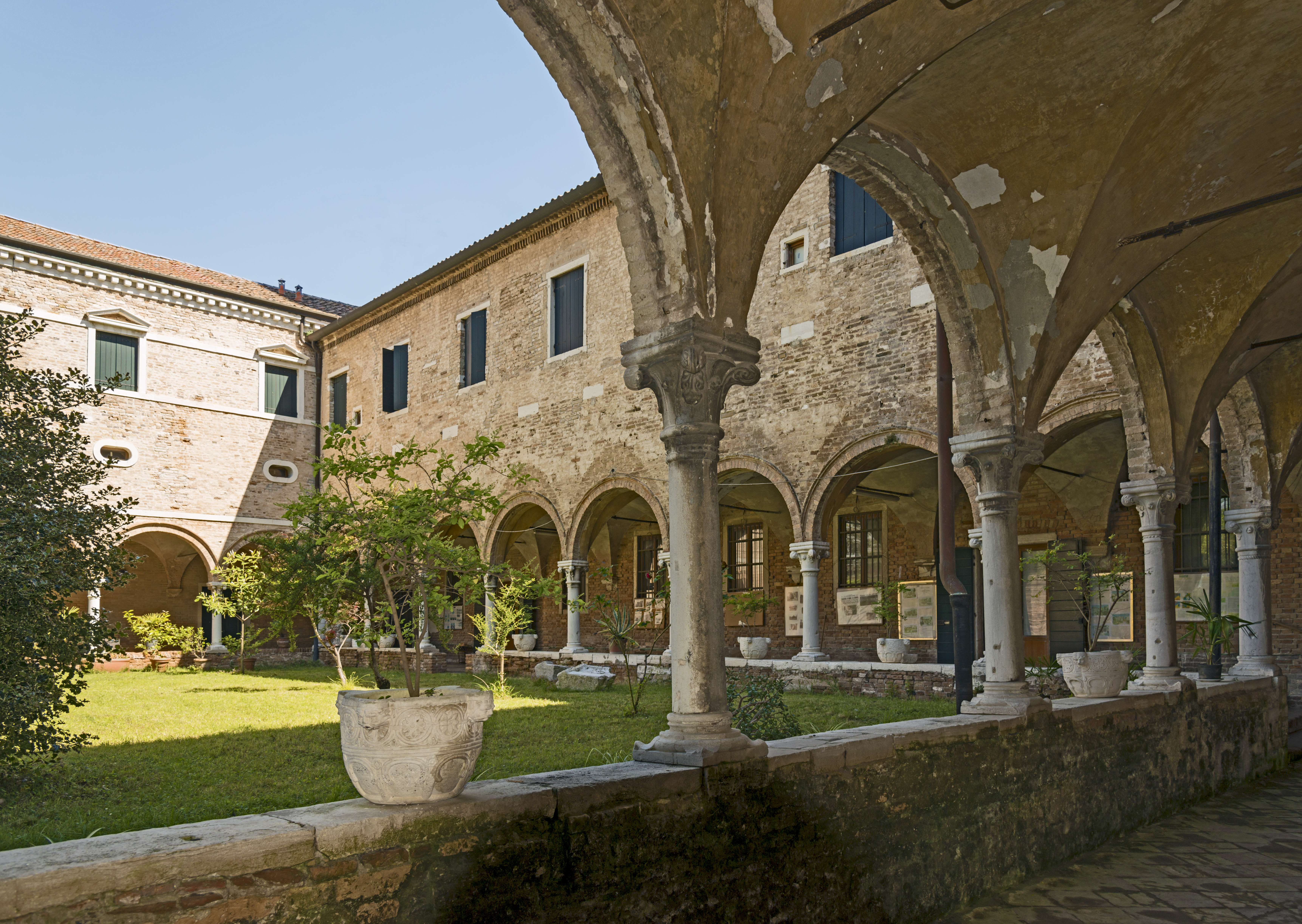
Krużganki (fragment)

## Wnętrze
Kościół (będący własnością Gminy Wenecja, podobnie jak przyległy do niego klasztor), ma jedną nawę o prostej konstrukcji, z niewielką kopułą. Oktagonalna apsyda została przepruta dwoma rzędami biforiów. Do nawy przylegają trzy kaplice: jedna po lewej stronie, a dwie po prawej. W pierwszej z kaplic po prawej stronie, poświęconej św. Helenie, znajduje się urna ze szczątkami świętej, będąca celem pielgrzymek z całego świata.
Obecny ołtarz jest kopią ołtarza z kościoła serwitów Sette Santi Fondatori we Florencji. Pierwotny obraz ołtarzowy pędzla Palmy starszego, przedstawiający Pokłon Trzech Króli ze Świętą Heleną, został skradziony na początku XIX wieku i dziś znajduje się w zbiorach Pinakotece Brera. Wnętrze nadal zdobią obrazy takich artystów jak: Antonio da Firenze, Paolo Piazza i Marco Vecellio. Wiele z najcenniejszych obrazów zdobiących niegdyś wnętrze znajduje się w zbiorach Gallerie dell’Accademia.

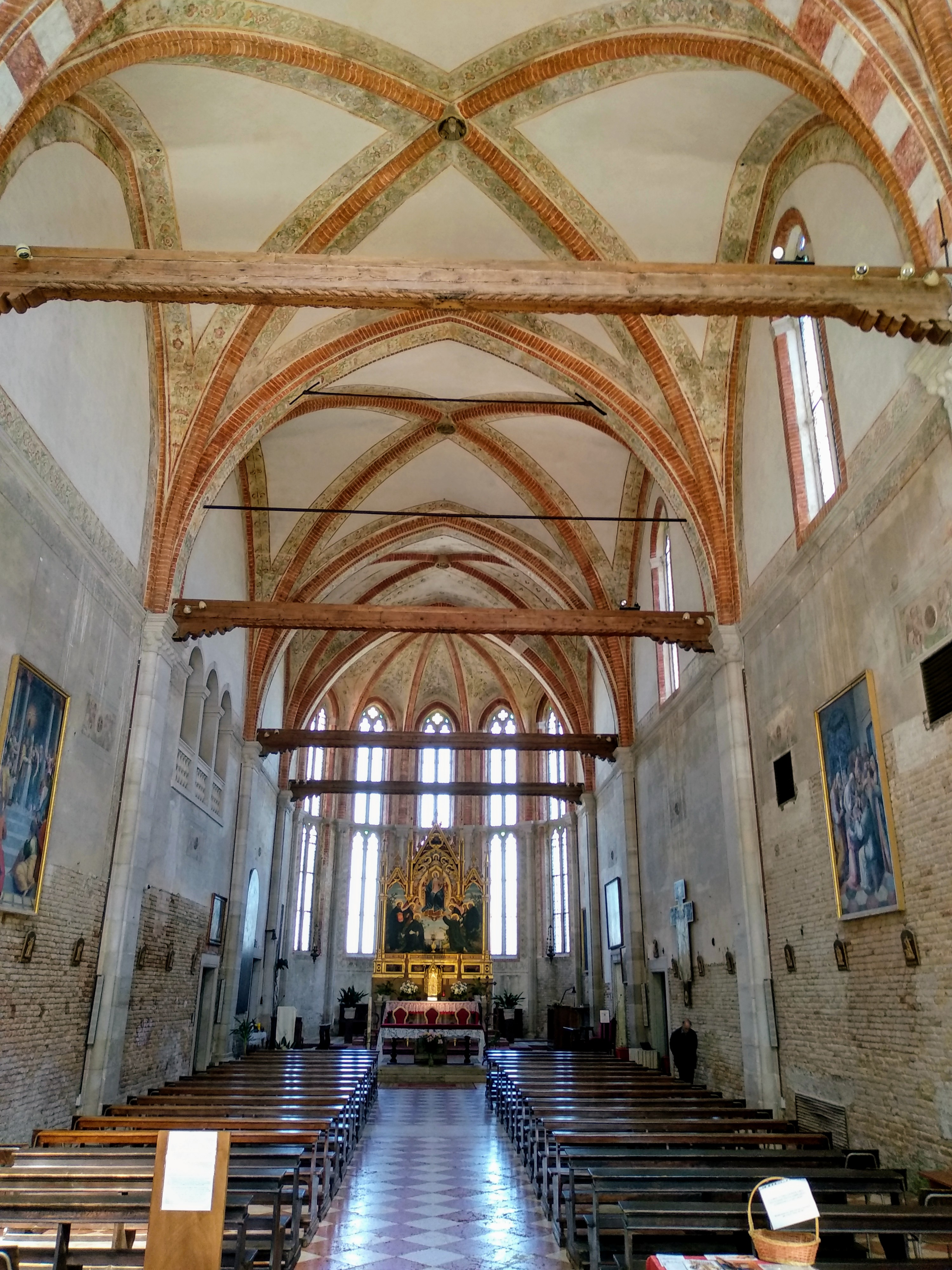
Wnętrze
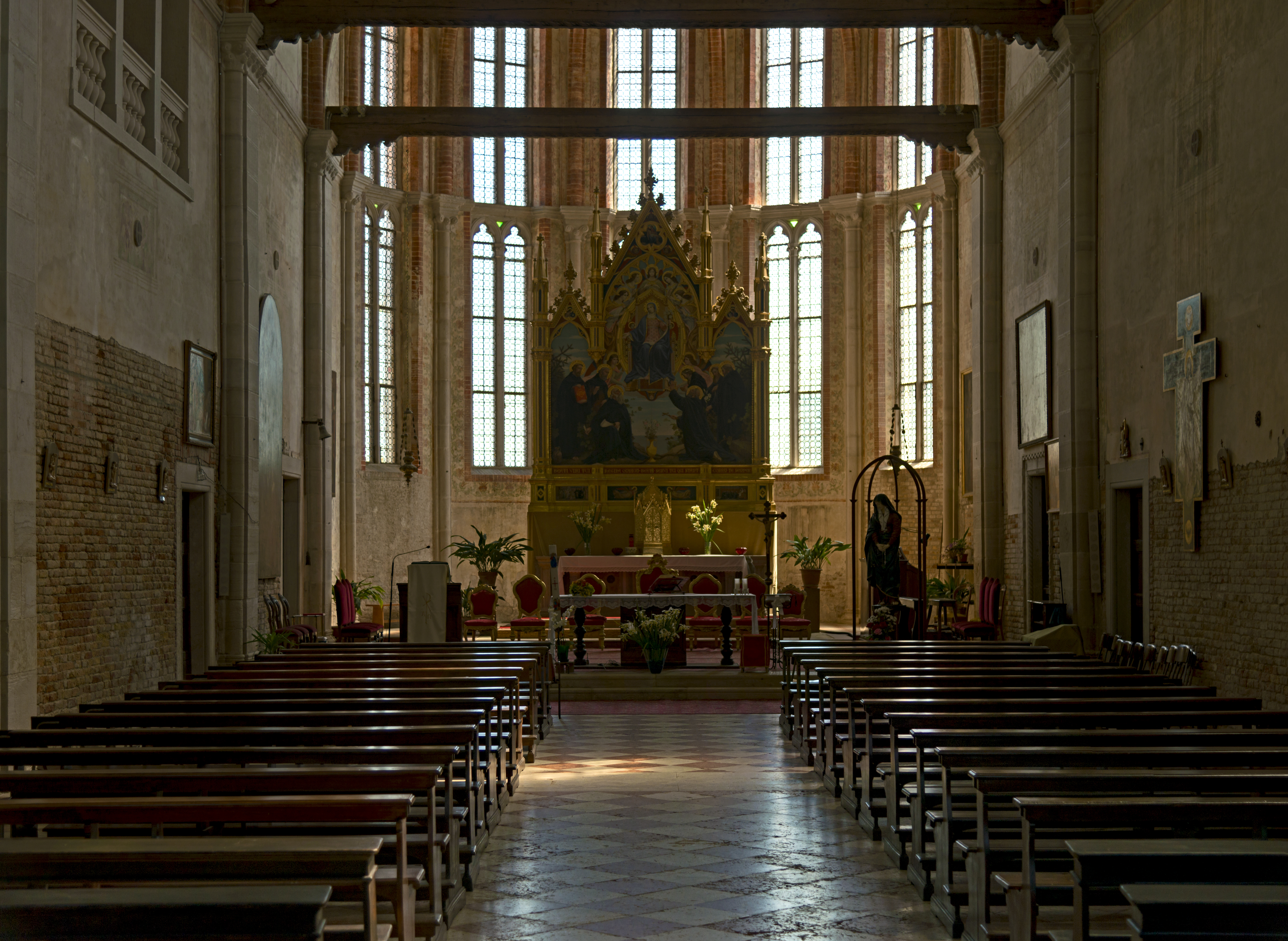
Apsyda z ołtarzem głównym
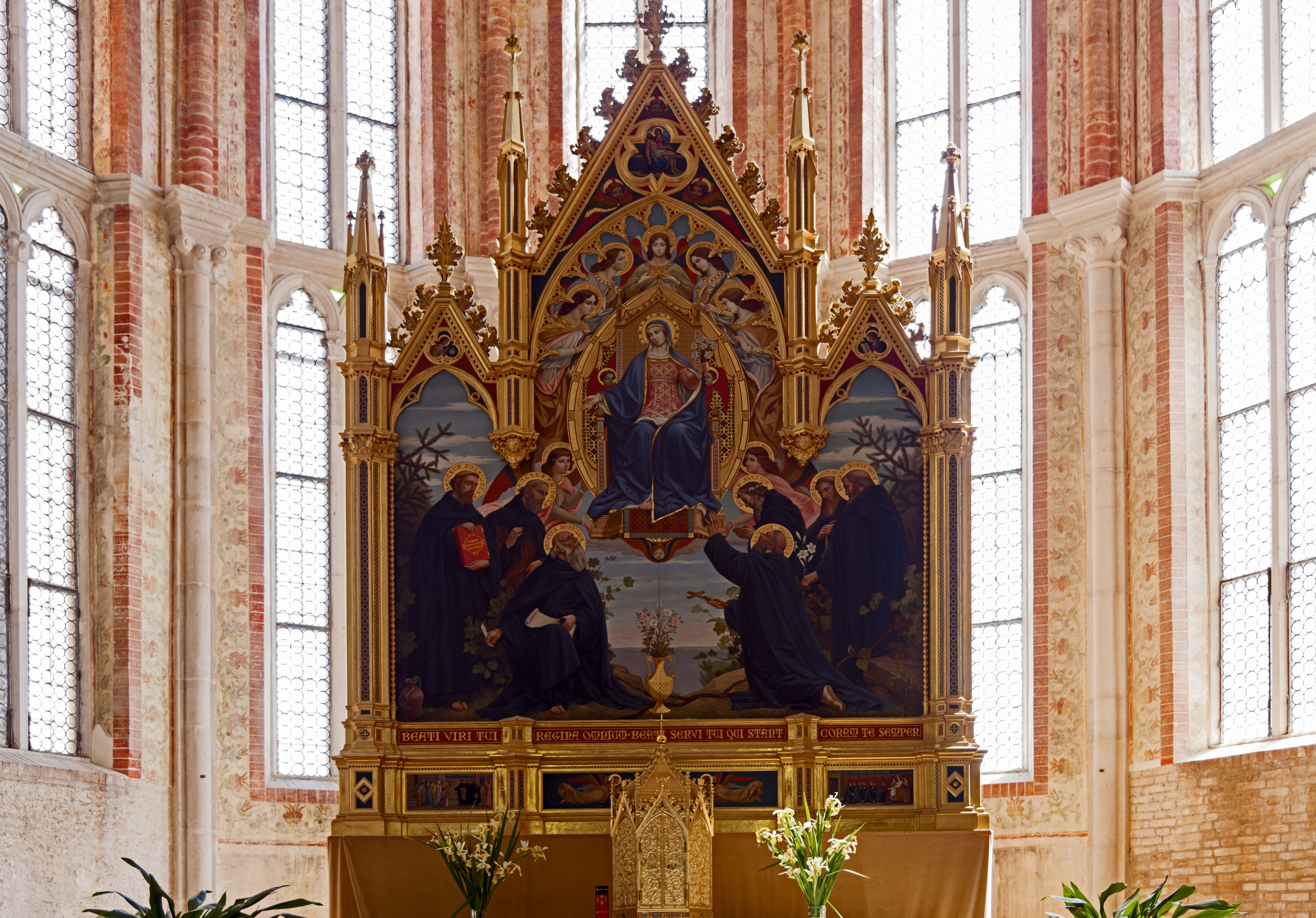
Obraz w ołtarzu głównym
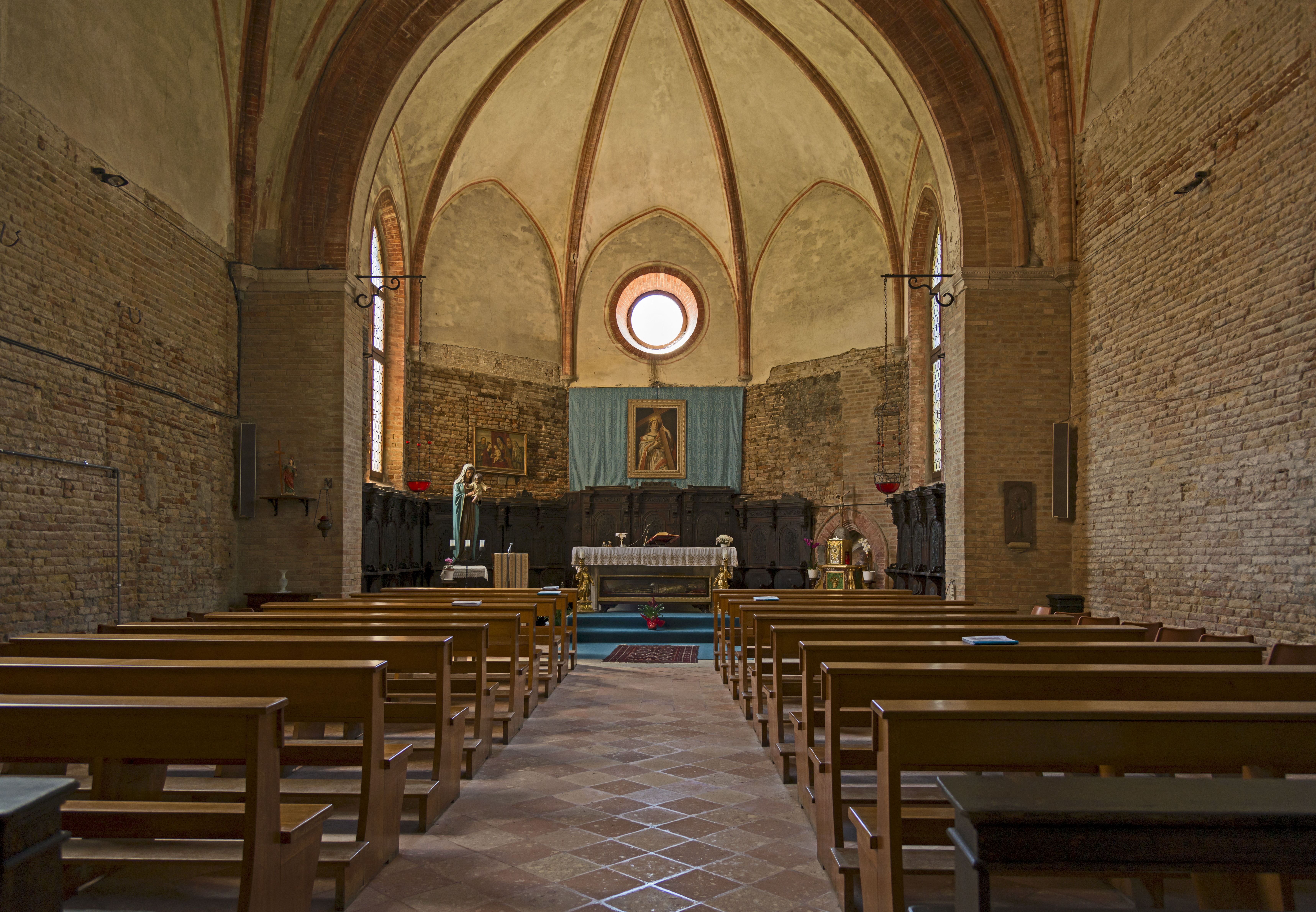
Kaplica św. Heleny